# Касимовский говор
Касимовский говор (тат. касыйм сөйләше) — бытовой говор среднего (казанского) диалекта татарского языка, на котором говорят проживающие в Рязанской области касимовские татары.

## Ареал распространения
Касимовский диалект татарского языка распространён в северо-восточной части Рязанской области — в самом Касимове и близлежащих сёлах и деревнях. К ним относятся такие населённые пункты, как Алькисево, Темгенево, Беркеево (также известно как Веркеево или Берке), Алишево (местное название — А`леш), Кучуково (Кечек), Поповка, Ерахтур, Халымово (Халым), Барамыково (Барамык), Кулчуково (Кылчык), Кебеньково (Кибянак или Ибяна), Коверское (Курски), Сеитово, Ананьино (Экса), Рудаково (Рудаков), Алешино (Ишеева Гора), Богданово, Атенино, Старое и Новое Мансурово, Кожбуктино, Камалово, Ташенка и Огородниково, которое также известно как Бардаково в районе железнодорожной станции Перевлес. Примечательно, что в Бардаково проживает отдельная группа крещёных татар, которых называют бардаковскими татарами.
Согласно некоторым источникам, данный говор был сформирован в XV веке на территории бывшего Касимовского ханства на основе языка разных групп татар (казанских, астраханских, крымских и мишар), ногайцев, а также местных финно-угорских народов. За счет сильного влияния мишарского (азеевского и темниковского говоров) является смешанным говором, близким больше к среднему диалекту.

## Лингвистическая характеристика
Хотя касимовский говор татарского языка относится к среднему (казанско-татарскому) диалекту, есть ряд факторов, которые выделяют его от остальных говоров. В частности, по мнению ученого Евгения Бухорова, в говоре вместо звука [з] может звучать [дз], а из-за наличия [дзь] и [ц] говор схож с нижегородским, также отличным от остальных.